# Wolf Blitzer
Wolf Isaac Blitzer (Augsburgo, 22 de marzo de 1948) es un periodista y presentador de noticias que trabaja para la cadena de noticias CNN desde 1990. Es el presentador de The Situation Room y de un programa llamado Wolf que se emite en CNN Newsroom. También se desempeña como el principal presentador de la cadena en temas políticos.

## Primeros años
Blitzer nació en Augsburgo, Alemania, siendo hijo de Cesia Blitzer, una ama de casa, y David Blitzer, un constructor de casas. Sus padres eran refugiados judíos, sobrevivientes de Polonia y del Holocausto. Se crio en Buffalo, Estado de Nueva York, donde cursó sus estudios primarios y secundarios y se recibió de licenciado de Historia en la Universidad de Búfalo. Luego, mientras cursaba en la Universidad Johns Hopkins, estudió en el extranjero en la Universidad Hebrea de Jerusalén, donde aprendió el idioma hebreo.

## Carrera

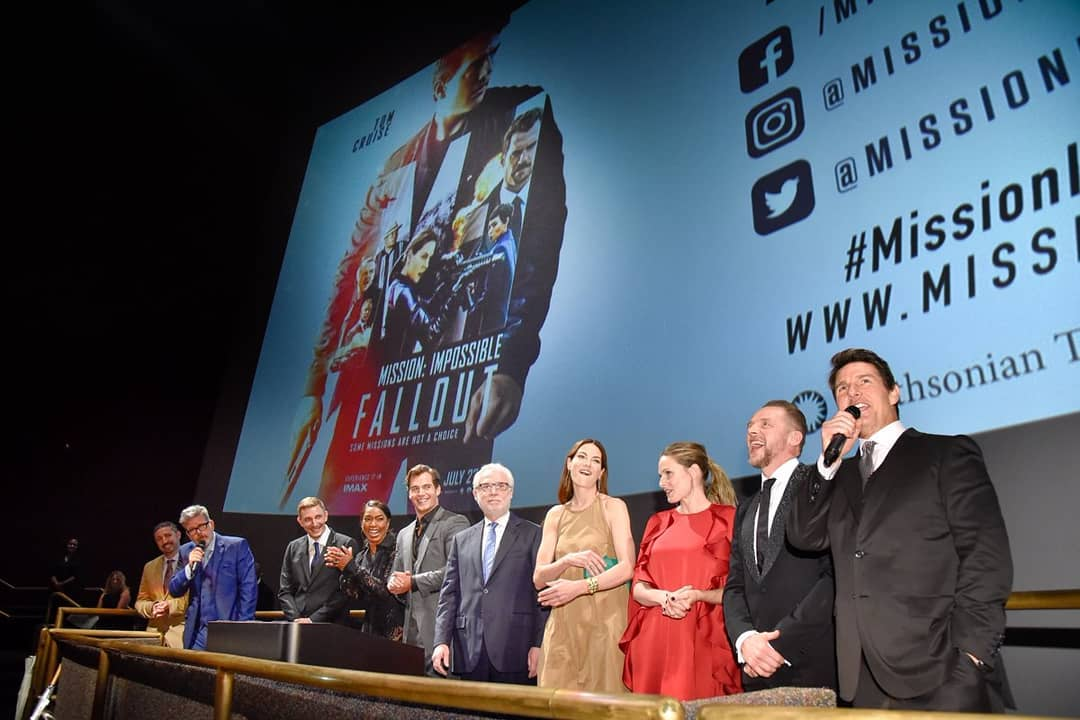
Tom Cruise, Christopher McQuarrie, Rebecca Ferguson, Simon Pegg, Michelle Monaghan, Henry Cavill, Angela Bassett, Frederick Schmidt y Wolf Blitzer en el estreno de Mission: Impossible - Fallout.

Blitzer comenzó su carrera en el periodismo a principios de 1970 en la oficina de Tel Aviv de la agencia de noticias Reuters. En 1973 se mudó a Washington D. C. como corresponsal de un diario israelí. Publicó artículos en inglés y en hebreo y realizó varias entrevistas a políticos. En 1985 escribió su primer libro.

### CNN
En mayo de 1990 comenzó su carrera en CNN trabajando como reportero de asuntos militares. Blitzer pasó un mes en Moscú en 1991, y fue uno de los primeros periodistas occidentales a visitar la sede de la KGB. La cobertura de su equipo de la primera Guerra del Golfo en Kuwait le valió reconocimientos.
Fue corresponsal de CNN en la Casa Blanca desde 1992 hasta 1999. Luego comenzó como presentador en varios programas. También cubrió las elecciones de 2004, 2008 y 2012, y otros hechos como el atentado en Oklahoma.
Desde 2005 presenta The Situation Room y a partir de 2013 también un show llamado Wolf que se emite en CNN Newsroom.

## Vida personal
Blitzer y su esposa Lynn Greenfield viven en Bethesda, Maryland, (un suburbio de Washington D. C.) y tienen una hija, Ilana, nacida en 1981.